# Médina de Fès

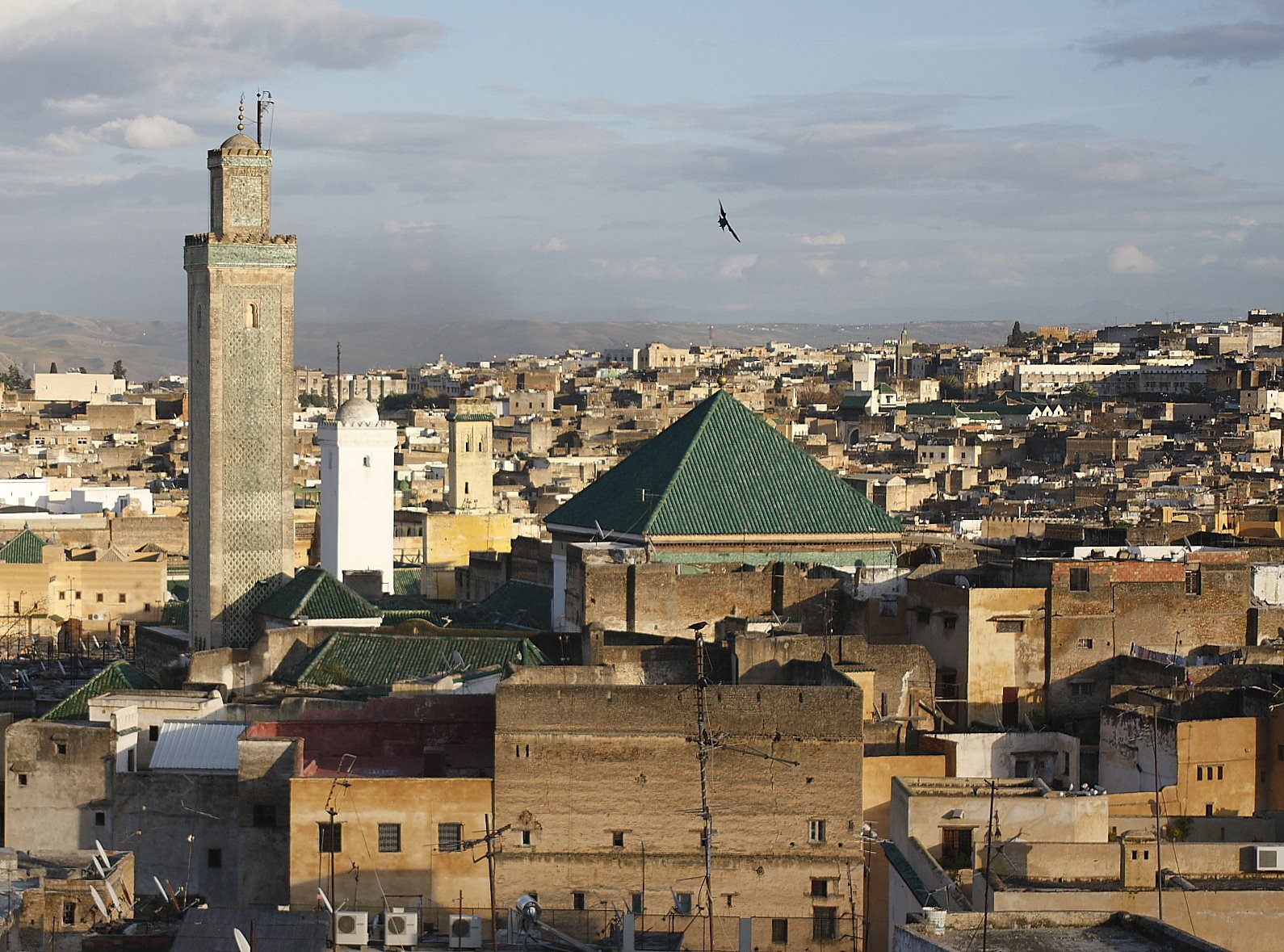
La médina de Fès vue d'en haut

La médina de Fès est une médina marocaine, cœur historique de Fès, inscrite depuis 1981 au patrimoine mondial de l'Unesco.
Fès el-Bali est le plus vieux quartier de Fès, fondé entre 789 et 808 par les Idrissides. En 1276, la médina est agrandie puisque les Mérinides fondent une ville nouvelle à part entière qui porte le nom de Fès el-Jedid, à l'ouest .

## Géographie
La médina de Fès se déploie sur une cuvette fertile de la plaine du Saïss. 

## Histoire
La médina de Fès est une composante de la ville de Fès qui est une cité idrisside et première capitale du Maroc. C’est la plus ancienne des villes impériales et demeure la première ville islamique du Royaume. 
Aux origines de cette médina, fut Fès El Bali (le vieux) fondé par les Idrissides (fin VIIIe, début IXe), qui se développa autour de deux noyaux de part et d’autre de l’oued Fès. 
Sur la rive gauche, s’installa Adouât al Quaraouiyine qui accueillit, au IXe siècle, des migrants de Kairouan, et sur la rive droite, Adouat Al Andalous, qui reçut les réfugiés andalous chassés à la même époque par les Omeyyades de Cordoue. 

## Architecture
L’architecture de la médina de Fès rappelle ses origines andalouses. En effet, lorsqu'Isabelle la Catholique expulse les musulmans en 1502, une grande partie viennent s’installer au Maroc et apportent avec eux les savoir-faire et les arts qui se refléteront dans la construction de la médina.
Le principe même de médina redéfinit le concept d’espace public et d’espace privé. En effet, dans cette médina, l’espace public perd toute son importance. Ce qui compte c’est l’espace privé, les relations familiales, les rencontres de voisinages… D’ailleurs, point d’ornement ou de façade décorée. Ici, l’architecture n’est pas exhibée mais elle est réservée pour l’intérieur de la maison. Les jardins sont clos, la richesse est cachée ; on se retrouve en privé.

### Monuments religieux
La mosquée El Quaraouiyine
La medersa bou inania.
La porte historique Bab Abou el Jounoud (Bab Boujloud).
Bab Ftouh
La médina de Fès constitue un exemple éminent d'une ville médiévale créée aux tout premiers siècles de l'islamisation du Maroc et matérialisant un type original d'établissement humain et d'occupation du territoire traditionnel représentatifs de la culture citadine marocaine sur une longue période historique (du IXe au début du XXe siècle). Le parcellaire ancien avec sa haute densité de monuments à caractère religieux, civil et militaire de la médina sont les témoins de cette culture et le résultat de son interaction avec les diverses couches de peuplement qui ont déterminé la grande variété de formes architecturales et le paysage urbain.

## Galerie d'images

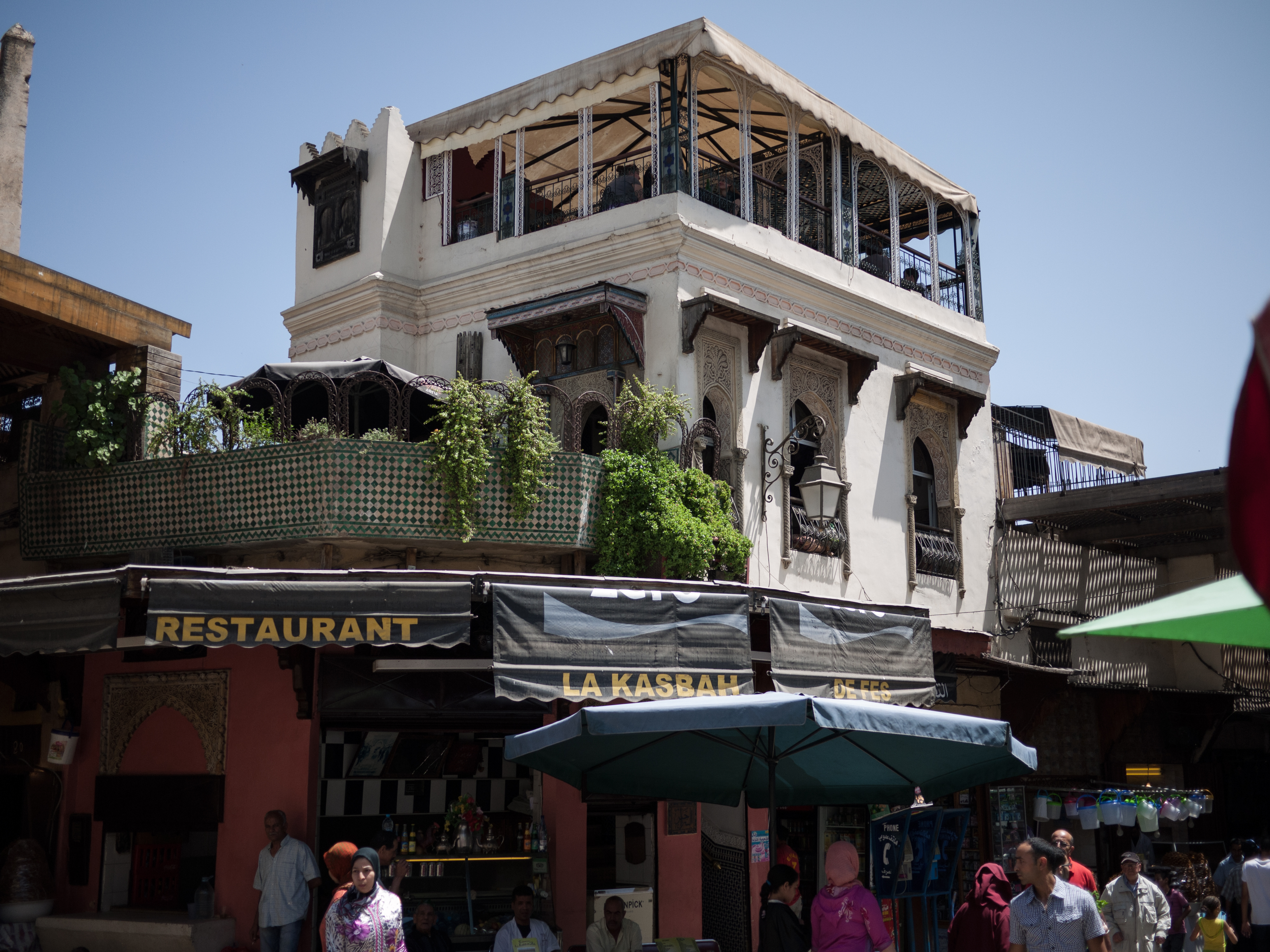
Restaurant La Kasbah.
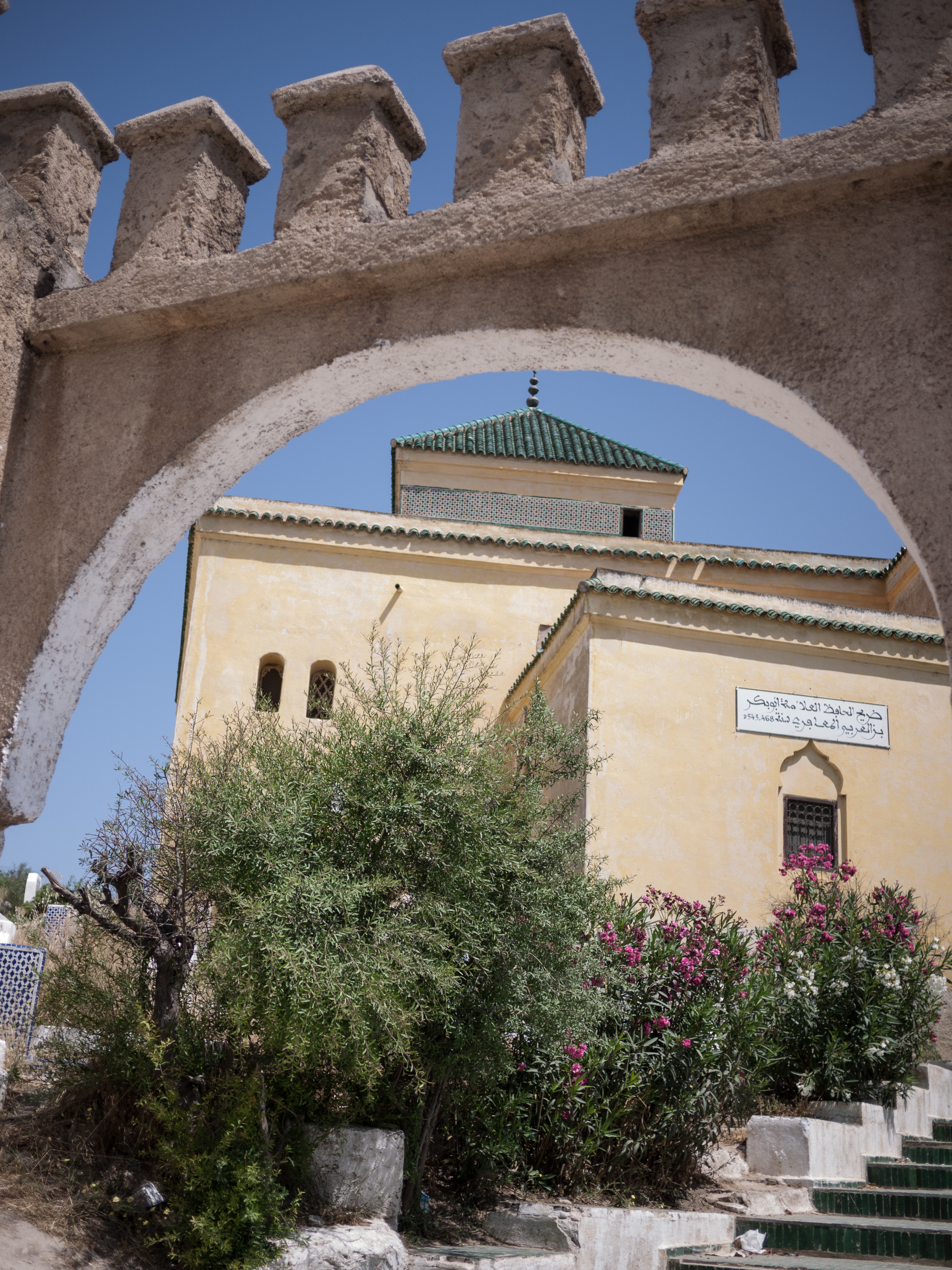
Mausolée de Abu Bakr Ibn al-Arabi.
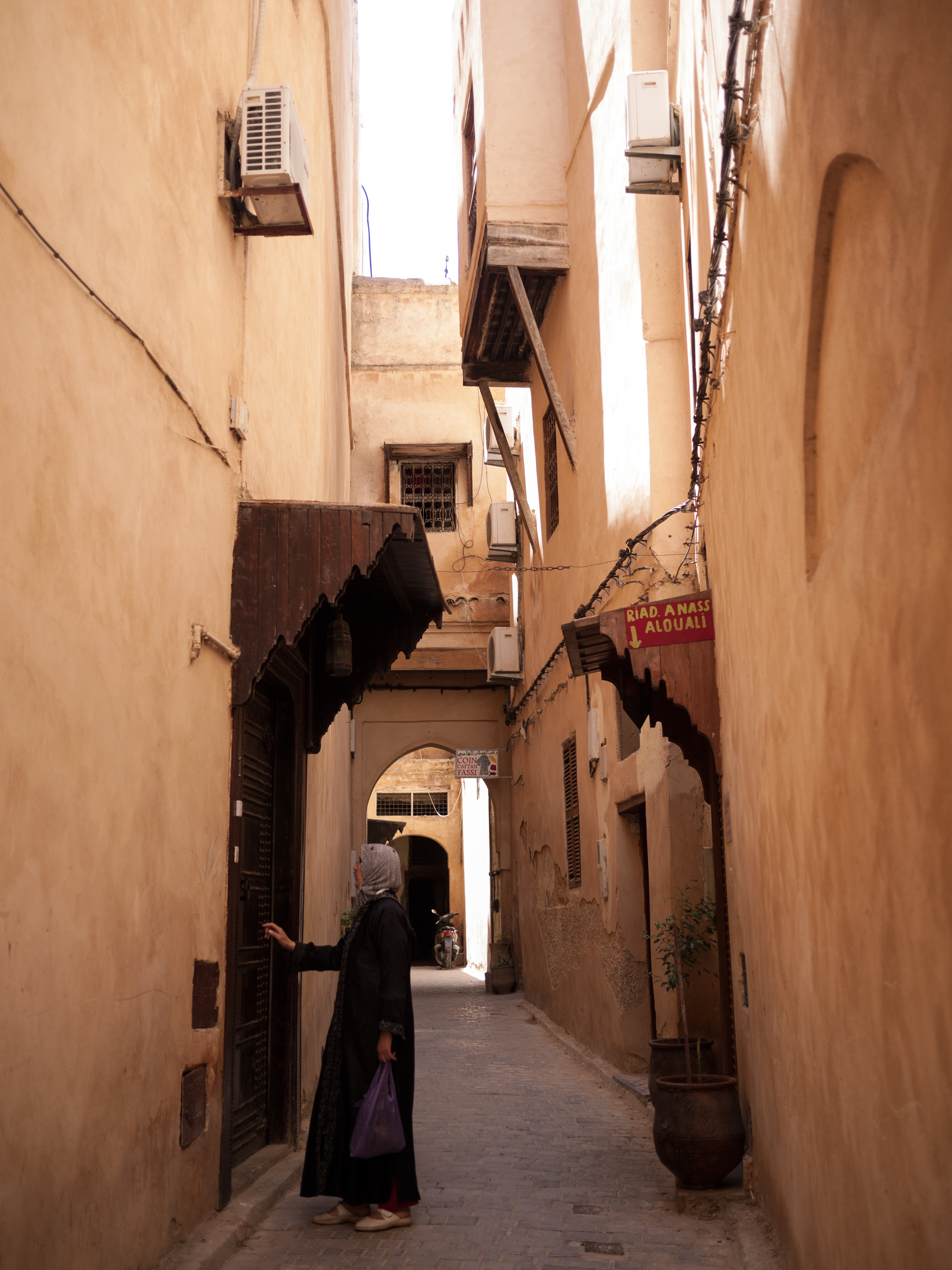
Ruelle de la Médina.
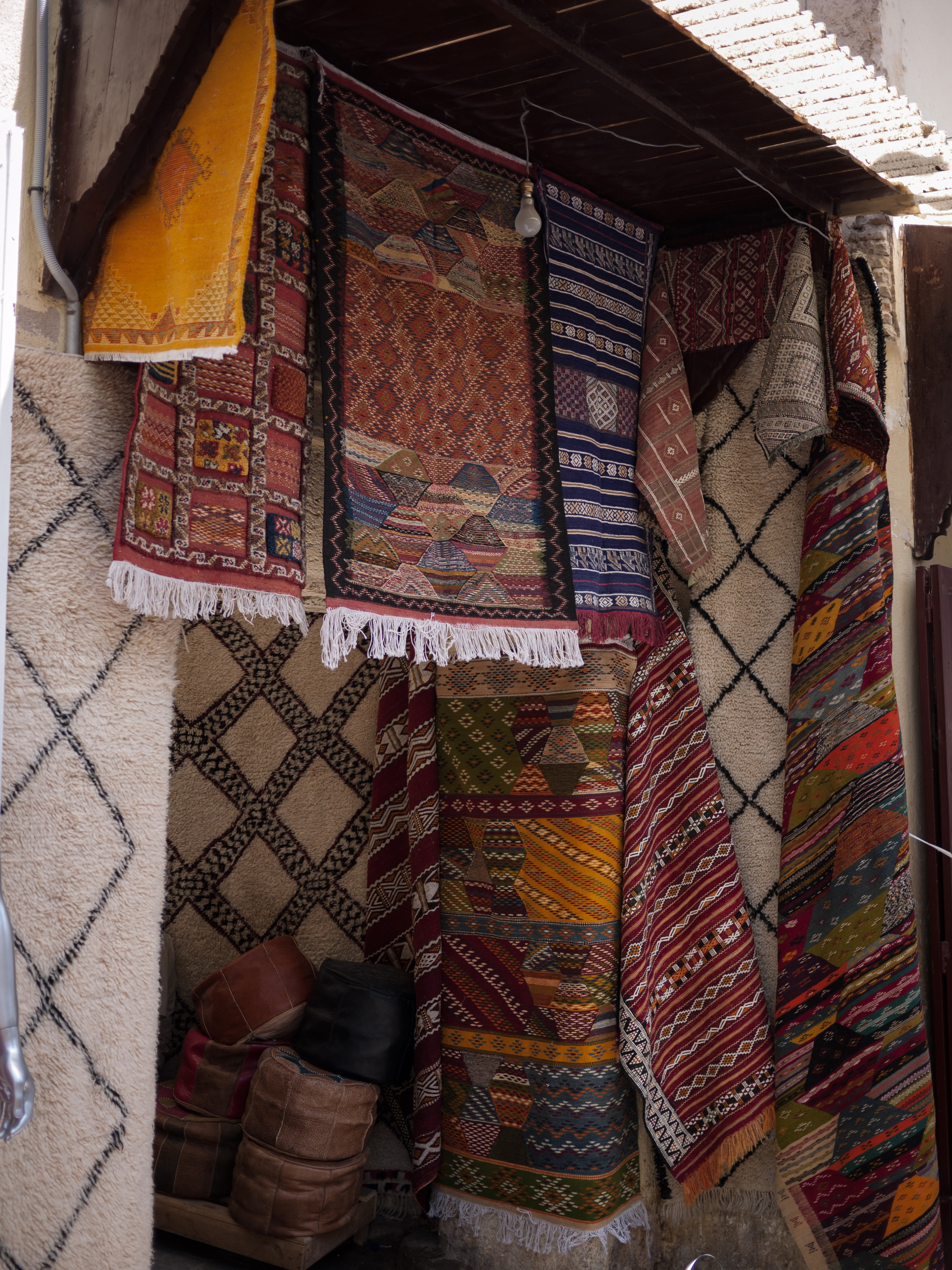
Marchand de tapis.
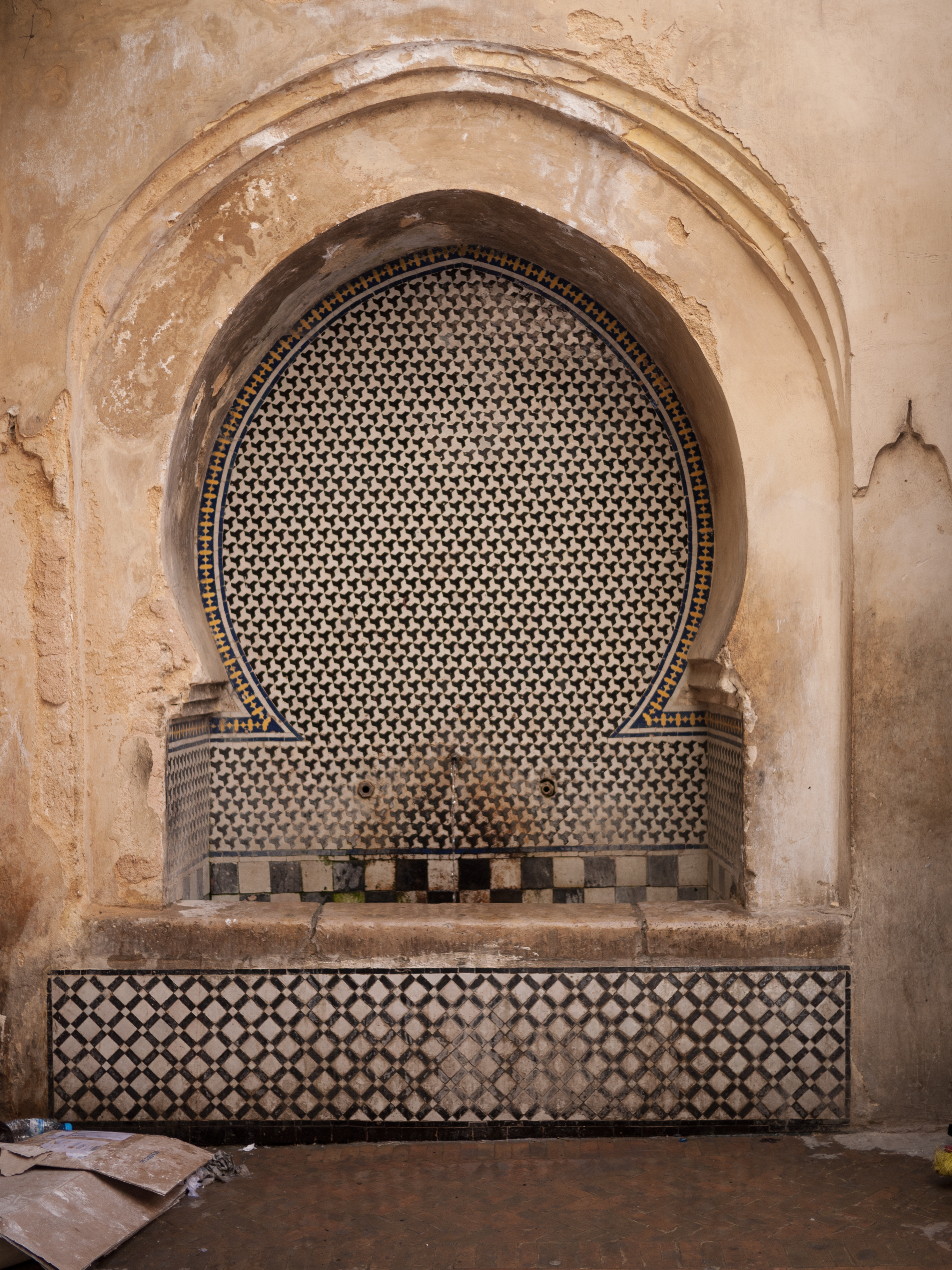
Fontaine ancienne.
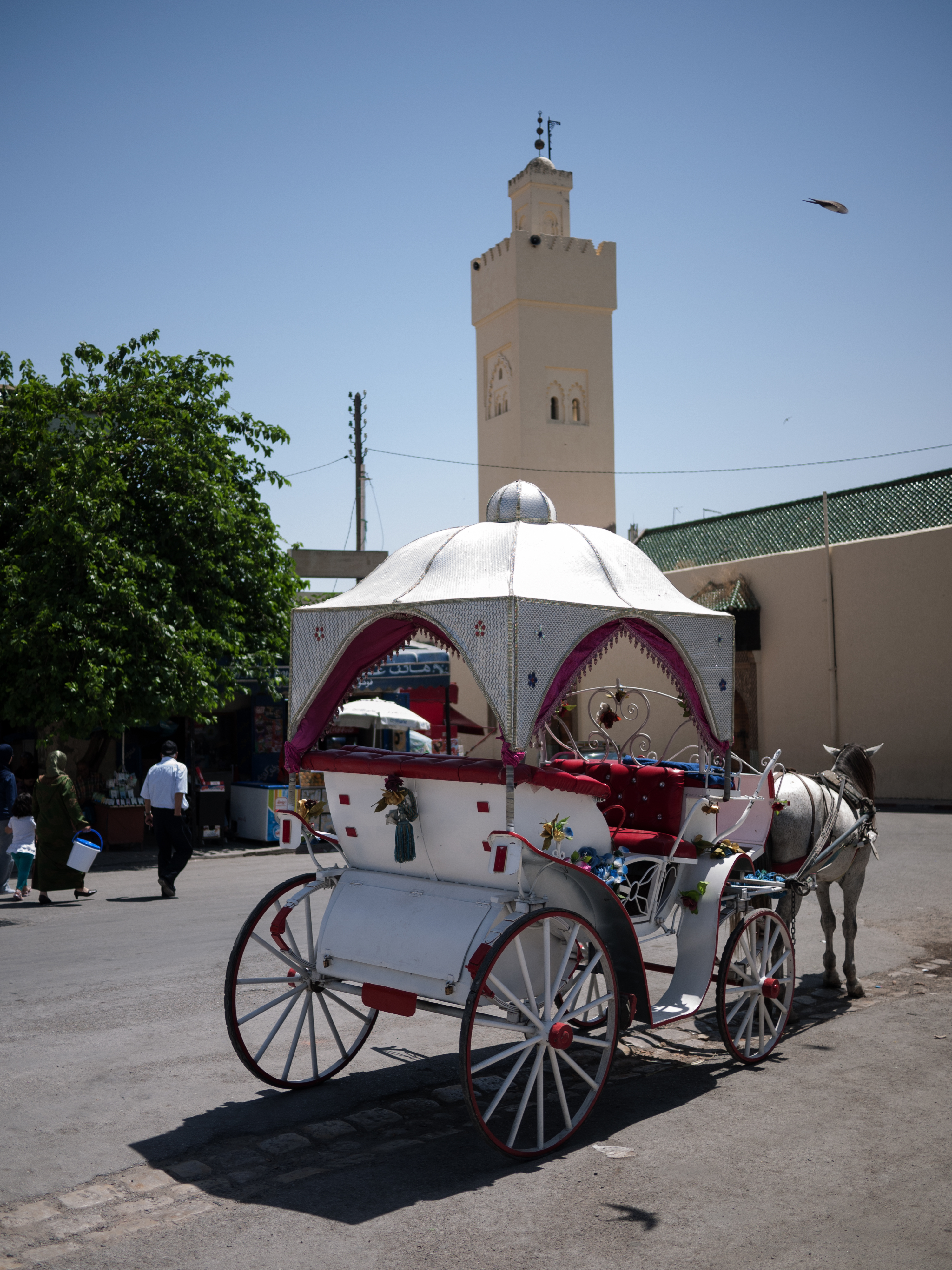
Koutchi dans la Médina
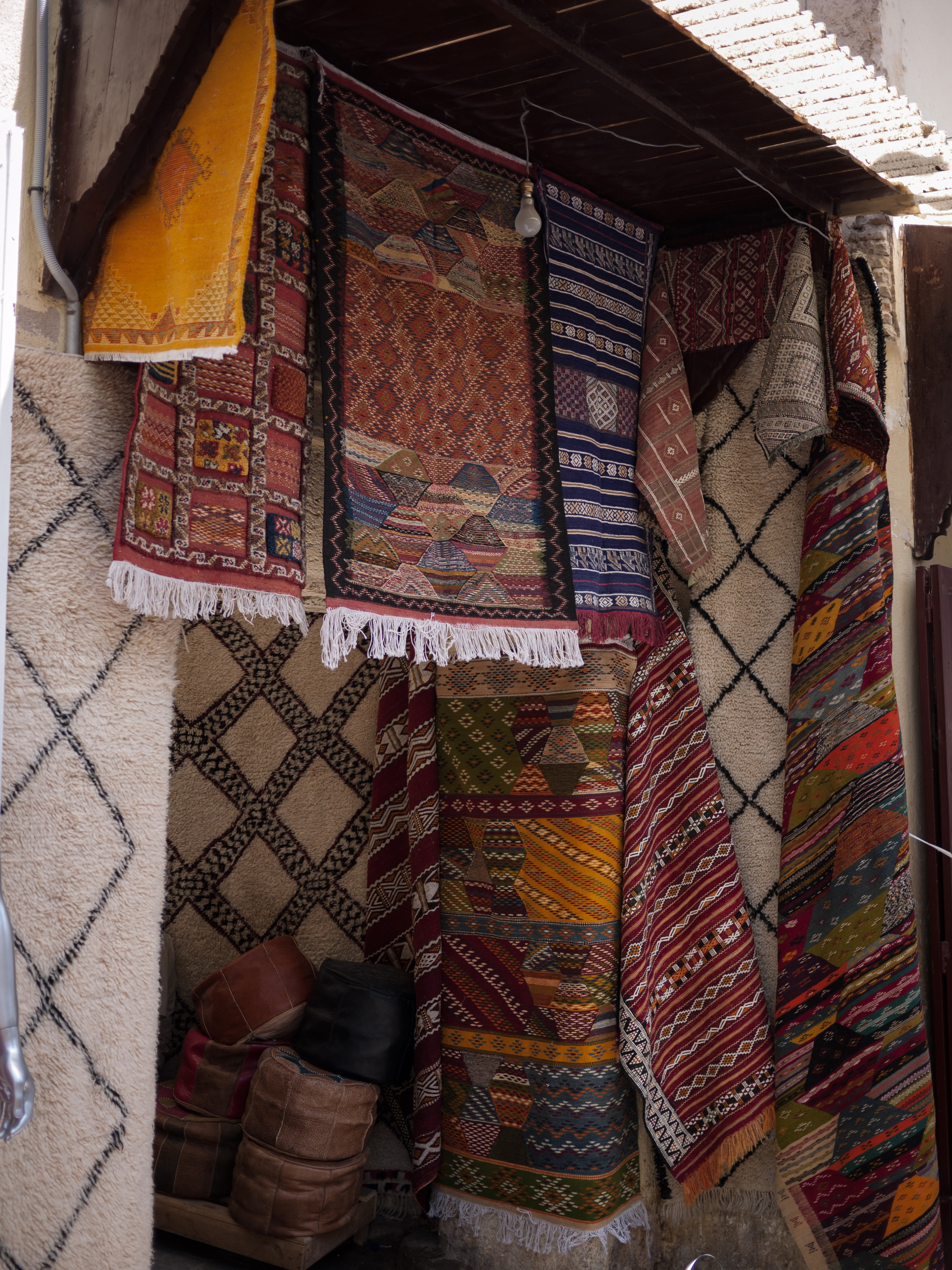
Marchand de tapis.
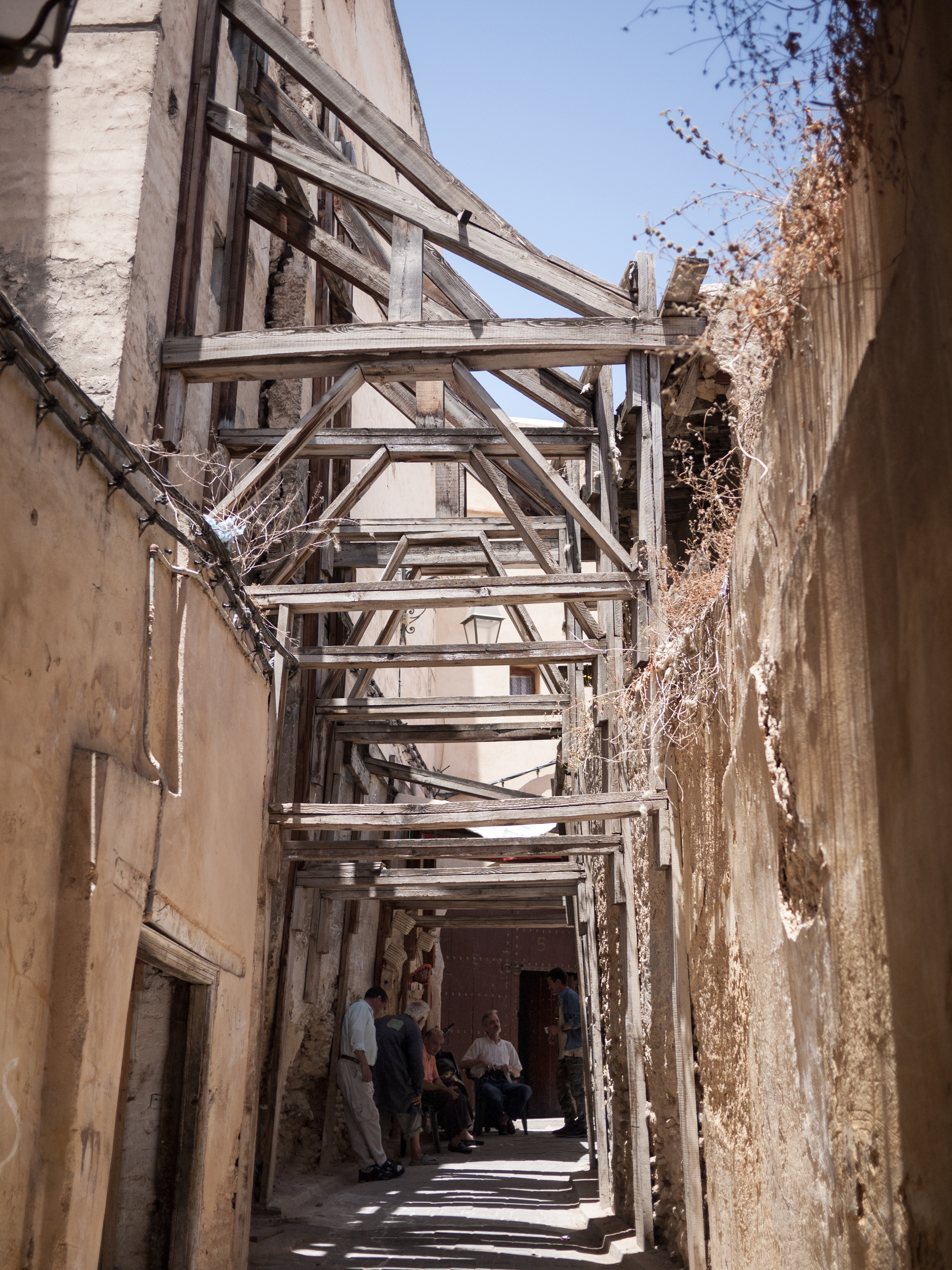
Bâtiments consolidés.
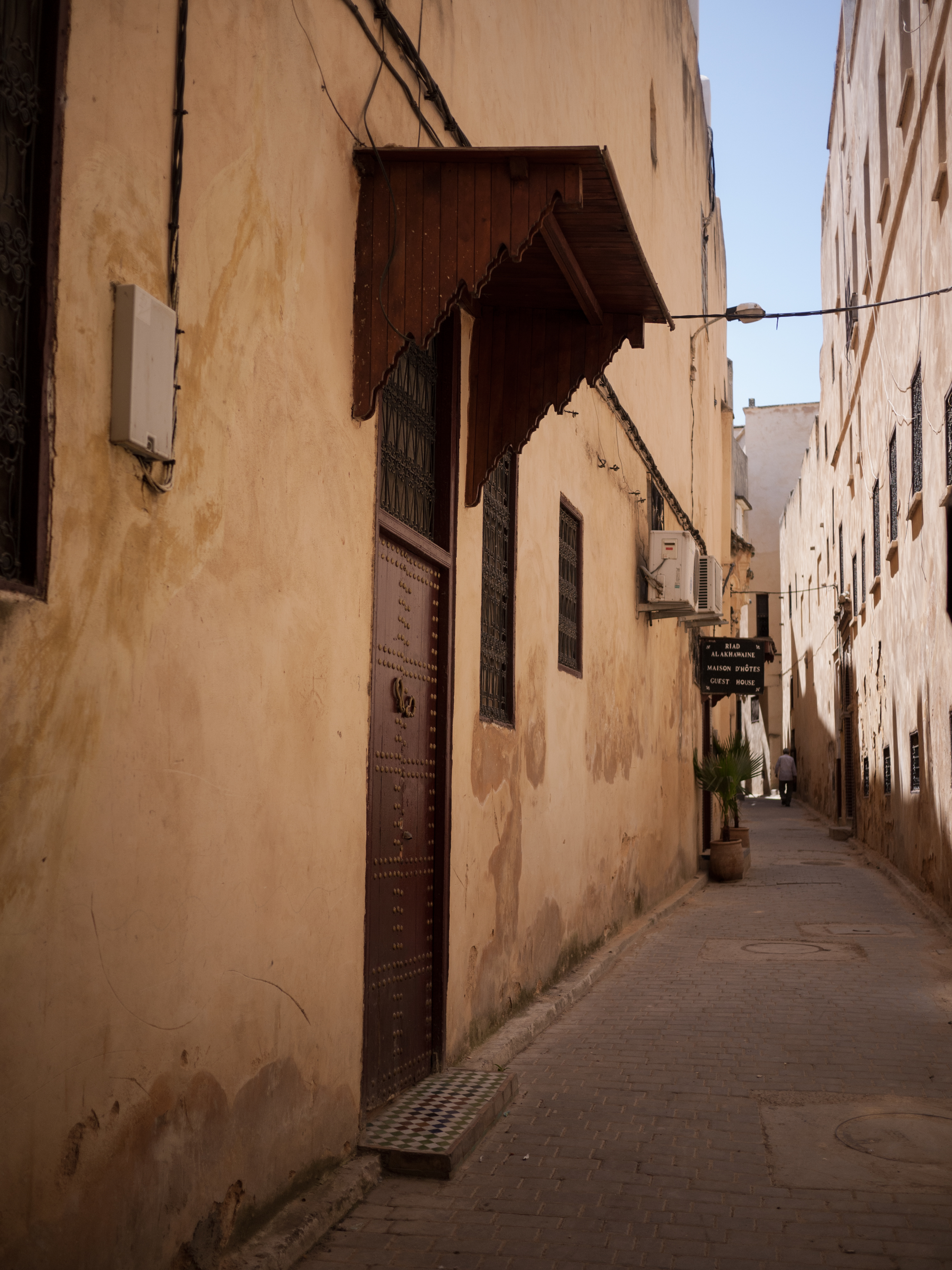
Ruelle de la Médina.
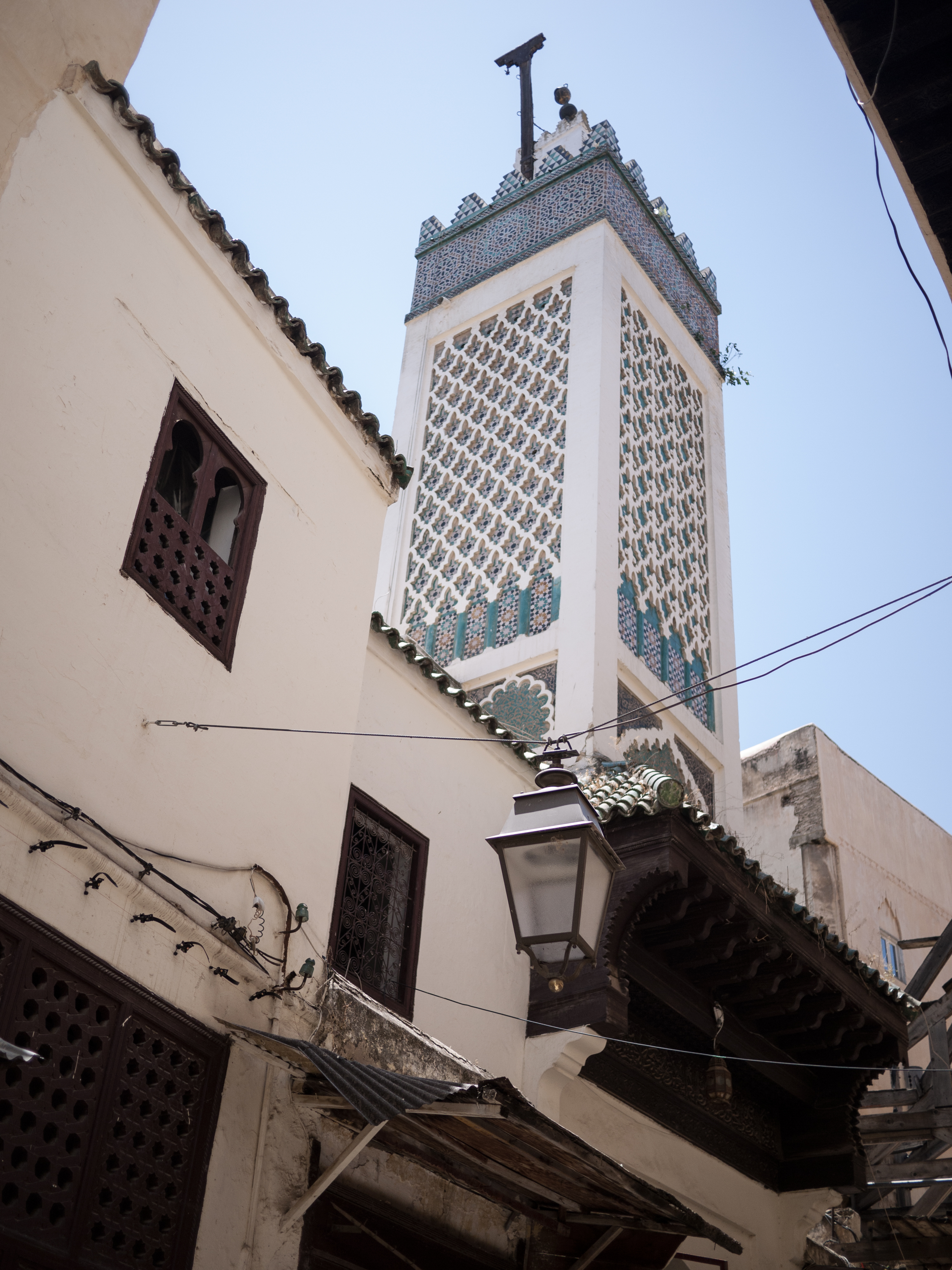
Une mosquée de la Médina (il y en a plus de 350).
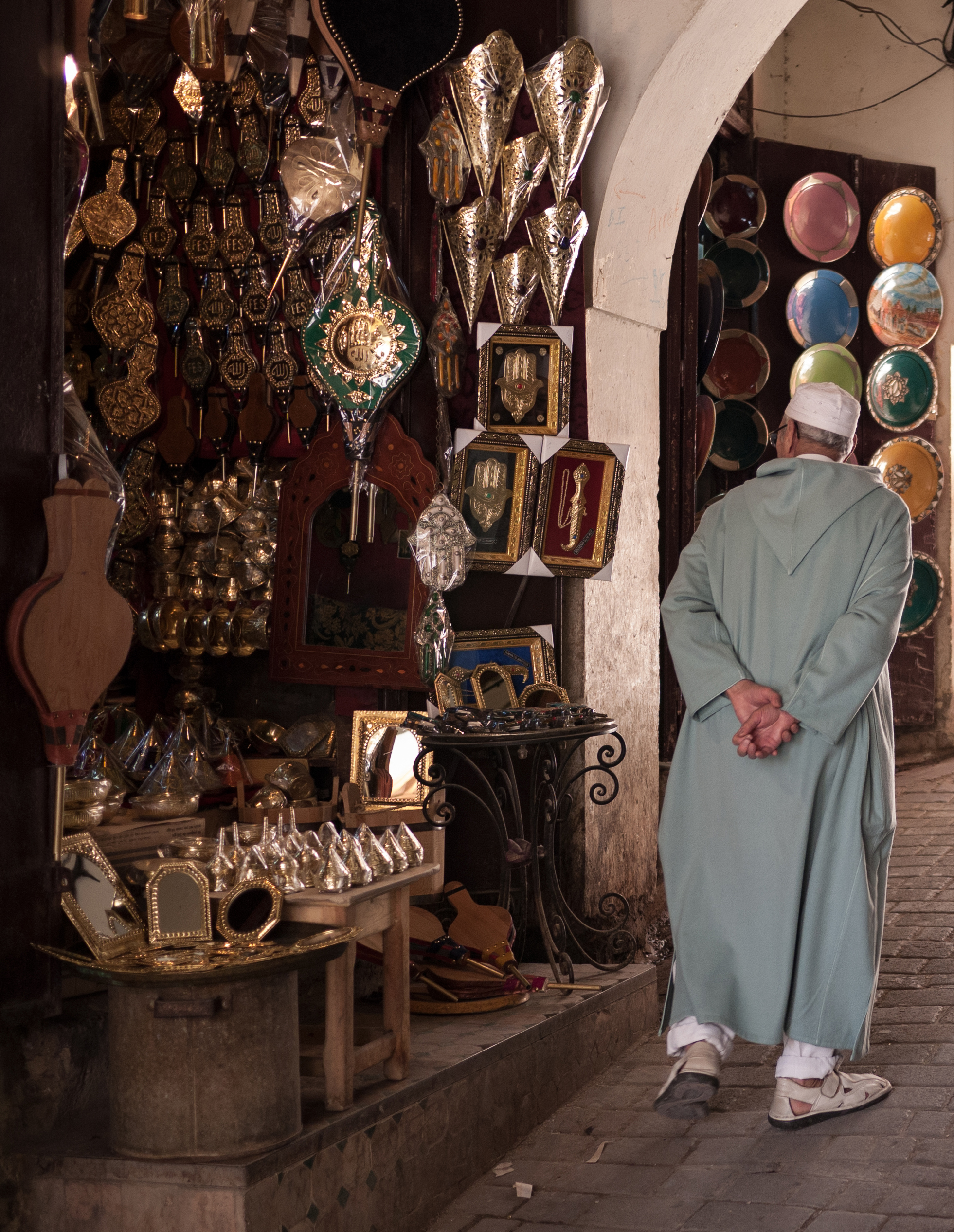
Un dinandier à la Médina.
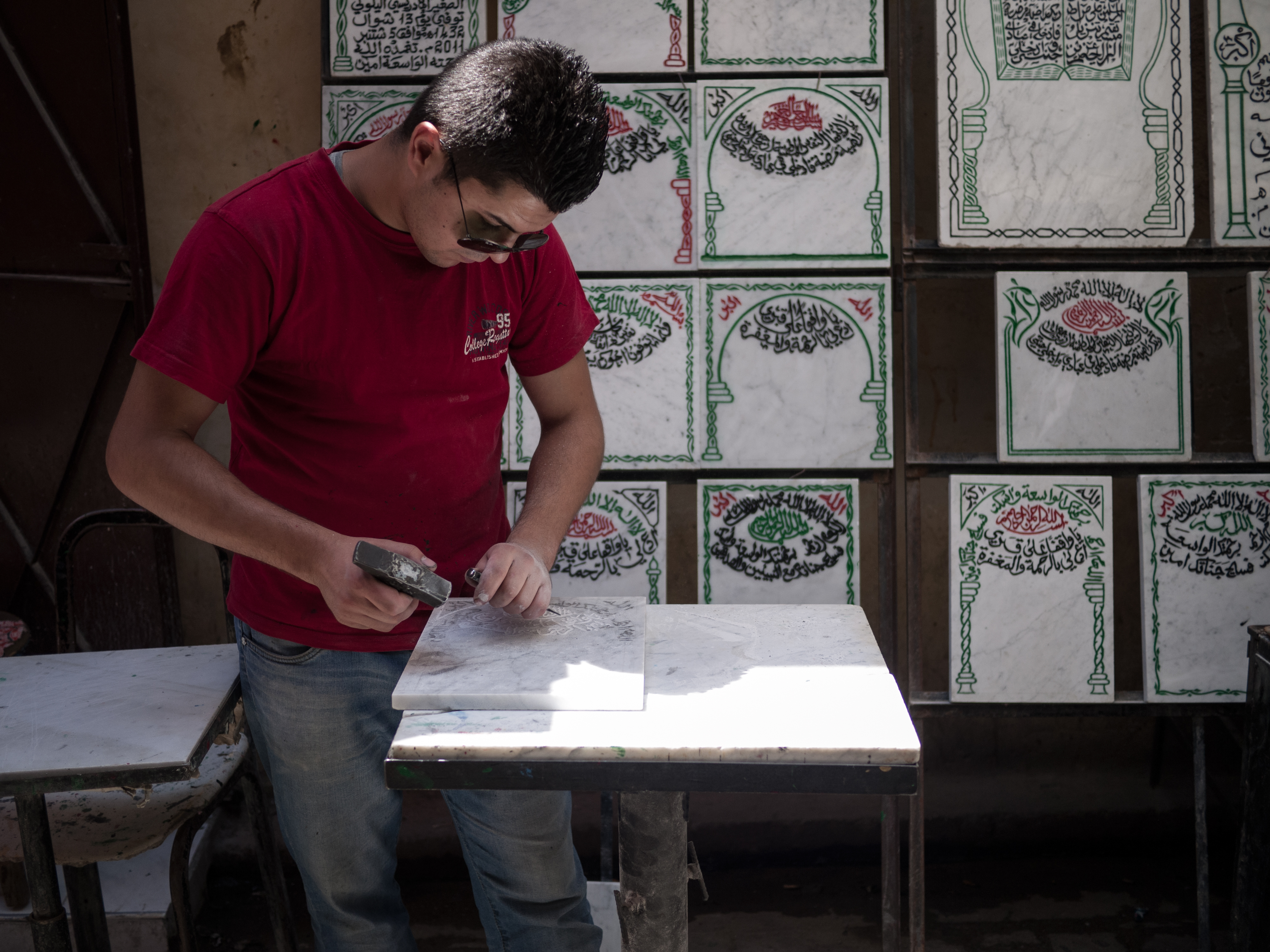
Tailleur de pierres tombales islamiques